# Чёрный чекан
Чёрный чекан (лат. Saxicola caprata) — вид воробьиных птиц из семейства мухоловковых (Muscicapidae). Обитает в Азии и Океании.

## Описание
Чёрный чекан достигает длины 13–14 см и массы от 14 до 26 г. Самцы имеют полностью чёрную окраску, за исключением белых пятен на надхвостье, нижней части брюха, подхвостье и крыльях. Самки имеют преимущественно коричневато-серую или тускло-коричневатую окраску, хвост у них полностью тёмный, а надхвостье имеет рыжеватый оттенок. Радужки тёмно-карие, клюв и ноги чёрные. Окраска молодых птиц похожа на окраску самок, однако нижняя часть тела у них легко испещрена чешуевидным узором.

## Таксономия
В 1760 году французский зоолог Матюрен-Жак Бриссон включил описание черного чекана в свою книгу «Ornithologie», описав птицу по образцу, взятому на филиппинском острове Лусон. Он использовал французское название Le traquet de l’Isle de Luçon и латинское название Rubetra Lucionensis. Однако, хотя Бриссон и привёл латинское название, оно не было научным, то есть не соответствует биноминальной номенклатуре и не признано Международной комиссией по зоологической номенклатуре. Когда в 1766 году шведский естествоиспытатель Карл Линней выпустил двенадцатое издание произведения «Systema Naturae», он дополнил книгу описанием 240 видов, ранее описанных Бриссоном. Одним из этих видов была чёрный чекан, для которого Линней придумал биноминальное название Motacilla caprata. Позже вид был переведен в род чеканов (Saxicola), введенный немецким естествоиспытателем Иоганном Бехштайном в 1802 году.

## Подвиды
Выделяют шестнадцать подвидов:
- S. c. rossorum (Hartert, 1910) — от восточного Ирана до юга центрального Казахстана, Афганистана и северного Кашмира;
- S. c. bicolor Sykes, 1832 — от Пакистана до северной Индии и Непала;
- S. c. burmanicus Baker, 1922 — от центральной и юго-восточной Индии до Мьянмы, южного Китая, Таиланда и Индокитая;
- S. c. nilgiriensis Whistler, 1940 — юго-западная Индия (горы Нилгири);
- S. c. atratus (Blyth, 1851) — остров Шри-Ланка;
- S. c. caprata (Linnaeus, 1766) — острова Лусон, Лубанг и Миндоро (север Филиппин);
- S. c. randi Parkes, 1960 — острова Негрос, Бохоль, Масбате, Тикао, Себу и Сикихор;
- S. c. anderseni Salomonsen, 1953 — острова Минданао, Камигин, Лейте и Билиран;
- S. c. fruticola Horsfield, 1821 — острова Ява, Бали, Ломбок, Сумбава, Ломблен и Алор;
- S. c. pyrrhonotus (Vieillot, 1818) — острова Кисар, Ветар, Саву, Семау, Роти и Тимор;
- S. c. francki Rensch, 1931 — остров Сумба;
- S. c. albonotatus (Stresemann, 1912) — острова Сулавеси, Селаяр и Бутунг;
- S. c. cognatus Mayr, 1944 — острова Бабар;
- S. c. aethiops (Sclater, 1880) — север Новой Гвинеи и Новая Британия;
- S. c. belensis Rand, 1940 — горы Центрального хребта Новой Гвинеи (от озера Паниай до гор Судирман);
- S. c. wahgiensis Mayr & Gilliard, 1951[8] — горы Центрального хребта Новой Гвинеи и горы на полуостровах Гуон и Папуа.

## Распространение и среда обитания
Чёрные чеканы гнездятся в Иране, Туркменистане, Узбекистане, Казахстане, Кыргызстане, Таджикистане, Афганистане, Пакистане, Индии, Китае, Непале, Бутане, Бангладеш, Мьянме, Таиланде, Лаосе, Вьетнами, Камбодже, Индонезии, Папуа — Новой Гвинеи и на Филиппинах, Шри-Ланке и Восточном Тиморе. Представители подвида S. c. rossorum зимой мигрируют на юг, в Южную Азию и на Аравийский полуостров. Индийские популяции также иногда совершают локальные перемещения. Чёрные чеканы живут на открытых ландшафтах, в саваннах и кустарниковых зарослях, встречаются на полях и в садах, на высоте до 2400 м над уровнем моря.
Чёрные чеканы питаются насекомыми, в частности огнёвками и белокрылками, которых ловят в полёте. Гнездовье у них продолжается с февраля по август с пиком в марте-июне. Гнездо размещается в углублении в стене или в другом подобном месте, устилается травой и шерстью. В кладке от 2 до 5 бледно-сизеватых или розоватых яиц, покрытые тёмными пятнышками, размером 17×14 мм. Инкубационный период длится 12-13 дней, насиживают в основном самки.
Чёрные чеканы иногда становятся жертвами гнездового паразитизма обычных кукушек. На этих птицах паразитируют нематоды Acuaria. Взрослые чёрные чеканы иногда становятся добычей летучих мышей Lyroderma lyra и зимующих болотных сов.